# Al gran sole carico d'amore
Al gran sole carico d'amore (En el sol radiante lleno de amor) es una ópera (designada como una 'azione scenica') con música de Luigi Nono, basada principalmente en obras de Bertolt Brecht, pero incorporando también textos de Fidel Castro, Che Guevara, Karl Marx y Vladímir Lenin.  El mismo Nono y Yury Lyubimov escribió el libreto.  Se estrenó en el Teatro de la Scala el 4 de abril de 1975.  
En las estadísticas de Operabase aparece con sólo 3 representaciones en el período 2005-2010, siendo la primera y más representada de Nono.

## Grabación
- Teldec 8573-81059-2: Claudia Barainsky, Maraile Lichdi, Melinda Liebermann, Stella Kleindienst, Lani Poulson, Roderic Keating, Markus Marquardt, Peter Kajlinger, Urs Winter, Helmut Holzapfel, Mark Munkittrick, Carsten Wittmoser; coro y orquesta de la Staatsoper Stuttgart; Lothar Zagrosek, director.